# Nymphalis transparens
Nymphalis transparens är en fjärilsart som beskrevs av Beuret 1926. Nymphalis transparens ingår i släktet Nymphalis och familjen praktfjärilar. Inga underarter finns listade i Catalogue of Life.